# Pucung (Balongpanggang)
Pucung is een bestuurslaag in het regentschap Gresik van de provincie Oost-Java, Indonesië. Pucung telt 1741 inwoners (volkstelling 2010).